# Werner Asam
Werner Asam (Mallersdorf, 17 ottobre 1944) è un attore, regista e sceneggiatore tedesco.

## Biografia
Attore attivo prevalentemente in campo televisivo e teatrale, sul piccolo schermo è apparso in oltre una settantina di produzioni televisive, a partire dalla fine degli anni settanta. Tra i suoi ruoli più noti, figurano quello di Hans nella serie televisiva Heidi und Erni (1990) e quello di Vitus Kreidtmayr nella serie televisiva La casa del guardaboschi (1995-2010); è inoltre un volto noto al pubblico per essere apparso come guest-star in vari episodi di serie televisive quali L'ispettore Derrick, Il commissario Köster/Il commissario Kress, Tatort, Polizeiinspektion 1, ecc..
Come regista, ha diretto una quindicina di film per la televisione, dal 1993 in poi.

## Filmografia parziale

### Cinema
- Lena Rais (1979)
- Lili Marleen (1981)
- Harald (1997)

### Televisione
- Aus Liebe zum Sport - serie TV, 1 episodio (1974)
- Eiger - film TV (1974)
- Der Wittiber - film TV (1975)
- Alle Jahre wieder: Die Familie Semmeling - miniserie TV (1976)
- Der Wittiber - film TV (1977)
- Tatort - serie TV, 6 episodi (1977-1986) - ruoli vari
- Polizeiinspektion 1 - serie TV, 7 episodi (1977-1986) - ruoli vari
- Sachrang - film TV (1978)
- Der Millionenbauer - serie TV, 13 episodi (1977-1988) - Martin Hartinger
- L'ispettore Derrick - serie TV, ep. 05x04, regia di Alfred Vohrer (1978) - Robert Borsch
- L'ispettore Derrick - serie TV, ep. 05x12, regia di Helmuth Ashley (1978) - Russa
- Il commissario Köster/Il commissario Kress (Der Alte) - serie TV, 8 episodi (1978-1989) - ruoli vari
- Lauter anständige Menschen - film TV (1979)
- Anton Sittinger - film TV (1979)
- Achtung Kunstdiebe - serie TV, 1 episodio (1979)
- St. Pauli-Landungsbrücken - serie TV, 1 episodio (1979)
- Die unsterblichen Methoden des Franz Josef Wanninger - serie TV, 1 episodio (1979)
- L'ispettore Derrick - serie TV, ep. 07x04, regia di Zbyněk Brynych (1980)
- Trokadero (1981) - film TV (1981)
- L'ispettore Derrick - serie TV, ep. 08x06, regia di Helmuth Ashley (1981) - Hugo Bolis
- L'ispettore Derrick - serie TV, ep. 08x11, regia di Theodor Grädler (1981)
- Schwarz Rot Gold  - serie TV, 1 episodio (1982)
- Der Aufsteiger - serie TV, 1 episodio (1982)
- Squadra speciale K1 - serie TV, 1 episodio (1982)
- L'ispettore Derrick - serie TV, ep. 10x09, regia di Zbyněk Brynych (1983)
- Kampftag - film TV (1984)
- L'ispettore Derrick - serie TV, ep. 12x05, regia di Jürgen Goslar (1985) - Benno Schliers
- Der eiserne Weg - serie TV, 2 episodi (1985)
- Hochzeit - film TV (1985)
- Die Unbekannten im eigenen Haus - film TV (1985)
- Engels & Consorten - serie TV (1986)
- Jakob und Adele - serie TV, 1 episodio (1988)
- Big Man: Polizza inferno - film TV (1988)
- Heidi und Erni - serie TV, 31 episodi (1990) - Lukas
- Wer Knecht ist, soll Knecht bleiben - film TV (1991)
- Un dottore tra le nuvole - serie TV, 10 episodi (1992-1996) - Rufus
- Die Stadtindianer - serie TV (1994)
- Un caso per due - serie TV, 1 episodio (1995)
- La voce del cuore - miniserie TV (1995) - Zio Mario
- La casa del guardaboschi - serie TV, 102 episodi (1995-2010) - Vitus Kreidtmayr
- L'ispettore Derrick - serie TV, ep. 23x01, regia di Horst Tappert (1996)
- Kriminaltango - serie TV, 1 episodio (1996)
- Der Bulle von Tölz - serie TV, 2 episodi (1996-1998) - ruoli vari
- Faber l'investigatore - serie TV, 1 episodio (1997)
- Solo für Sudmann - serie TV, 1 episodio (1997)
- SOKO 5113 - serie TV, 1 episodio (1999)
- Medicopter 117 - Jedes Leben zählt - serie TV, 1 episodio (1999)
- Die Bissgurrn - film TV (1999)
- Achterbahn ins Glück - film TV (2002)
- Franz und Anna - film TV (2002)
- Die Rosenheim-Cops - serie TV, 2 episodi (2007-2010) - ruoli vari

### Regista
- Die Hochzeitskutsche - film TV (1994)
- Der müde Theodor - film TV (1995)
- Jägerblut - film TV (1996)
- Bonifaz, der Orgelstifter - film TV (1997)
- Kreuzwege - film TV (1998)
- Der Komödienstadel - S'Herz am rechten Fleck - film TV (2000)
- Herzsolo - film TV (2004)
- Hopfazupfa - film TV (2005)
- Der Prämienstier - film TV (2005)
- Der Judas von Tirol - film TV (2006)
- Die Weiberwallfahrt - film TV (2008)
- Komödienstadel - G'suacht und g'fundn - film TV (2008)
- Komödienstadel - Der letzte Bär von Bayern - film TV (2009)
- Komödienstadel - Endstation Drachenloch - film TV (2009)

### Sceneggiatore
- Die Hochzeitskutsche - film TV (1994)
- Das liebe Geld - film TV (2001)
- Heldenstammtisch - film TV (2001)
- Herzsolo - film TV (2004)
- Hopfazupfa - film TV (2005)
- Der Prämienstier - film TV (2005)
- Der Judas von Tirol - film TV (2006)
- Die Weiberwallfahrt - film TV (2008)